# Iron Chef

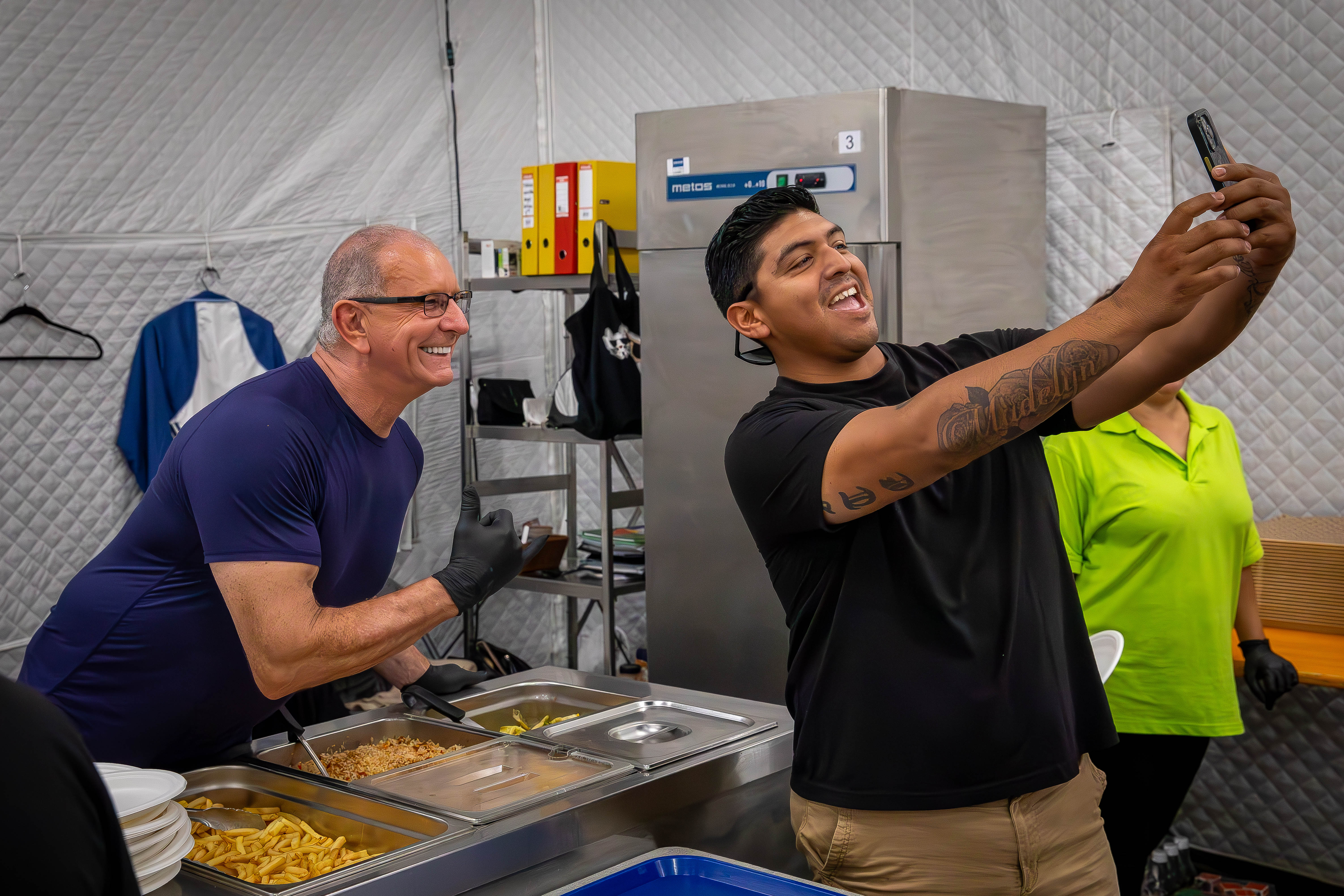
L'Iron Chef Irvine nourrit les soldats de l'armée américaine au camp militaire d'Adazi, à Latvia.

Iron Chef est une émission de télévision japonaise produite par FujiTV. Le titre original est Ryōri no Tetsujin (料理の鉄人).
L'émission de télévision est diffusée la première fois le 10 octobre 1993, elle dure une heure et demie avec des combats préliminaires entre les différents chefs en lice, puis la bataille finale. Après 23 épisodes, l'émission est raccourcie à une durée d'une heure en enlevant les combats préliminaires. L'émission est arrêtée le 24 septembre 1999. Des émissions spéciales ont lieu pendant l'année 2002. Au total, 300 épisodes ont été diffusés.
Le programme est assez excentrique. Les commentaires de deux commentateurs réguliers et d'un à deux invités (qui font aussi office de juge) permettent aux téléspectateurs de mieux savoir ce qui se passe en cuisine et de les divertir au moment où le calme revient. Le présentateur est Takeshi Kaga, connu dans l'émission sous le nom de Kaga Shusai (鹿賀 主宰).
Après son succès au Japon, Iron Chef est diffusé aux États-Unis, sur la chaîne Food Network. Une partie du succès américain provient du doublage qui a donné à l'émission un style se rapprochant des films de kung-fu des années 1970.

## Équipe de production
- Commentateur : Kenji Fukui (voix anglaise : Bill Bickard).
- Commentateur : Dr. Yukio Hattori (voix anglaise :  Scott Morris).
- Présentateur : Takeshi Kaga (voix anglaise : Duncan Hamilton, Kent Frick).
- Rapporteur des cuisines : Shinichiro Ohta (voix anglaise : Jeff Manning).
- Commentateur et traducteur pour le "New York Special" : Dave Spector.

## Liste des chefs
Listes des chefs qui sont apparus dans l'émission.
- Iron Chef chinois Chen Kenichi (陳 建一?)
- Iron Chef français (I) Yutaka Ishinabe (石鍋 裕?)
- Iron Chef français (II) Hiroyuki Sakai (坂井 宏行?)
- Iron Chef italien Masahiko Kobe (神戸 勝彦?)
- Iron Chef japonais (I) Rokusaburo Michiba (道場 六三郎?)
- Iron Chef japonais (II) Koumei Nakamura (中村 孝明?)
- Iron Chef japonais (III) Masaharu Morimoto (森本 正治?)

## Jury
- Shinichiro Kurimoto

## Note
- (en) Cet article est partiellement ou en totalité issu de l’article de Wikipédia en anglais intitulé « Iron Chef » (voir la liste des auteurs).